# 6.ª etapa del Giro de Italia 2024
La 6.ª etapa del Giro de Italia 2024 tuvo lugar el 9 de mayo de 2024 y consistió en una etapa escarpada con inicio en Viareggio y final en Rapolano Terme sobre un recorrido de 180 km. La etapa fue ganada por el español Pelayo Sánchez del equipo Movistar Team, ganando el sprint de una fuga de 3 corredores, mientras que el esloveno Tadej Pogačar mantuvo el liderato.

## Clasificación de la etapa
| Viareggio - Rapolano Terme | etapa escarpada | (180 km) |

| \| Clasificación de la etapa \| Clasificación de la etapa \| Clasificación de la etapa \| Clasificación de la etapa \| Clasificación de la etapa \| \| Ciclista \| Ciclista \| Equipo \| Tiempo \| \| \| ------------------------- \| ------------------------- \| ------------------------- \| ------------------------- \| ------------------------- \| \| 1.º \| Pelayo Sánchez \| Movistar Team \| 4 h 01 min 08 s \| \| \| 2.º \| Julian Alaphilippe \| Soudal Quick-Step \| + 0 s \| \| \| 3.º \| Lucas Plapp \| Team Jayco AlUla \| + 1 s \| \| \| 4.º \| Andrea Piccolo \| EF Education-EasyPost \| + 24 s \| \| \| 5.º \| Jhonatan Narváez \| Ineos Grenadiers \| + 29 s \| \| \| 6.º \| Luka Mezgec \| Team Jayco AlUla \| + 29 s \| \| \| 7.º \| Quinten Hermans \| Alpecin-Deceuninck \| + 29 s \| \| \| 8.º \| Nick Schultz \| Israel-Premier Tech \| + 29 s \| \| \| 9.º \| Daniel Felipe Martínez \| Bora-Hansgrohe \| + 29 s \| \| \| 10.º \| Alexéi Lutsenko \| Astana Qazaqstan Team \| + 29 s \| \| |                        |                       |                 |
| |                        |                       |                 |
| Fuentes: ProCyclingStats Cycling Quotient |                        |                       |                 |
| Clasificación de la etapa |                        |                       |                 |
| Ciclista | Ciclista               | Equipo                | Tiempo          |
| 1.º | Pelayo Sánchez         | Movistar Team         | 4 h 01 min 08 s |
| 2.º | Julian Alaphilippe     | Soudal Quick-Step     | + 0 s           |
| 3.º | Lucas Plapp            | Team Jayco AlUla      | + 1 s           |
| 4.º | Andrea Piccolo         | EF Education-EasyPost | + 24 s          |
| 5.º | Jhonatan Narváez       | Ineos Grenadiers      | + 29 s          |
| 6.º | Luka Mezgec            | Team Jayco AlUla      | + 29 s          |
| 7.º | Quinten Hermans        | Alpecin-Deceuninck    | + 29 s          |
| 8.º | Nick Schultz           | Israel-Premier Tech   | + 29 s          |
| 9.º | Daniel Felipe Martínez | Bora-Hansgrohe        | + 29 s          |
| 10.º | Alexéi Lutsenko        | Astana Qazaqstan Team | + 29 s          |

## Clasificaciones al final de la etapa

### Clasificación general(Maglia Rosa)
| \| Clasificación general \| Clasificación general \| Clasificación general \| Clasificación general \| Clasificación general \| \| Ciclista \| Ciclista \| Equipo \| Tiempo \| \| \| --------------------- \| ---------------------- \| -------------------------- \| --------------------- \| --------------------- \| \| 1.º \| Tadej Pogačar \| UAE Team Emirates \| 23 h 20 min 52 s \| \| \| 2.º \| Geraint Thomas \| Ineos Grenadiers \| + 46 s \| \| \| 3.º \| Daniel Felipe Martínez \| Bora-Hansgrohe \| + 47 s \| \| \| 4.º \| Cian Uijtdebroeks \| Team Visma \\| Lease a Bike \| + 55 s \| \| \| 5.º \| Einer Rubio \| Movistar Team \| + 56 s \| \| \| 6.º \| Lorenzo Fortunato \| Astana Qazaqstan Team \| + 1 min 07 s \| \| \| 7.º \| Juan Pedro López \| Lidl-Trek \| + 1 min 11 s \| \| \| 8.º \| Jan Hirt \| Soudal Quick-Step \| + 1 min 13 s \| \| \| 9.º \| Alexéi Lutsenko \| Astana Qazaqstan Team \| + 1 min 26 s \| \| \| 10.º \| Esteban Chaves \| EF Education-EasyPost \| + 1 min 26 s \| \| |                        |                            |                  |
| |                        |                            |                  |
| Fuentes: ProCyclingStats Cycling Quotient |                        |                            |                  |
| Clasificación general |                        |                            |                  |
| Ciclista | Ciclista               | Equipo                     | Tiempo           |
| 1.º | Tadej Pogačar          | UAE Team Emirates          | 23 h 20 min 52 s |
| 2.º | Geraint Thomas         | Ineos Grenadiers           | + 46 s           |
| 3.º | Daniel Felipe Martínez | Bora-Hansgrohe             | + 47 s           |
| 4.º | Cian Uijtdebroeks      | Team Visma \| Lease a Bike | + 55 s           |
| 5.º | Einer Rubio            | Movistar Team              | + 56 s           |
| 6.º | Lorenzo Fortunato      | Astana Qazaqstan Team      | + 1 min 07 s     |
| 7.º | Juan Pedro López       | Lidl-Trek                  | + 1 min 11 s     |
| 8.º | Jan Hirt               | Soudal Quick-Step          | + 1 min 13 s     |
| 9.º | Alexéi Lutsenko        | Astana Qazaqstan Team      | + 1 min 26 s     |
| 10.º | Esteban Chaves         | EF Education-EasyPost      | + 1 min 26 s     |

### Clasificación por puntos(Maglia Ciclamino)
| Clasificación por puntos | Clasificación por puntos | Clasificación por puntos      | Clasificación por puntos | Clasificación por puntos |
| Ciclista                 | Ciclista                 | Equipo                        | Puntos                   |                          |
| ------------------------ | ------------------------ | ----------------------------- | ------------------------ | ------------------------ |
| 1.º                      | Jonathan Milan           | Lidl-Trek                     | 134 pts                  |                          |
| 2.º                      | Kaden Groves             | Alpecin-Deceuninck            | 97 pts                   |                          |
| 3.º                      | Tim Merlier              | Soudal Quick-Step             | 89 pts                   |                          |
| 4.º                      | Olav Kooij               | Team Visma \| Lease a Bike    | 61 pts                   |                          |
| 5.º                      | Benjamin Thomas          | Cofidis                       | 56 pts                   |                          |
| 6.º                      | Filippo Fiorelli         | VF Group-Bardiani CSF-Faizanè | 54 pts                   |                          |
| 7.º                      | Andrea Pietrobon         | Team Polti Kometa             | 48 pts                   |                          |
| 8.º                      | Michael Valgren          | EF Education-EasyPost         | 40 pts                   |                          |
| 9.º                      | Phil Bauhaus             | Bahrain Victorious            | 37 pts                   |                          |
| 10.º                     | Lilian Calmejane         | Intermarché-Wanty             | 34 pts                   |                          |

### Clasificación de la montaña(Maglia Azzurra)
| Clasificación de la montaña | Clasificación de la montaña | Clasificación de la montaña   | Clasificación de la montaña | Clasificación de la montaña |
| Ciclista                    | Ciclista                    | Equipo                        | Puntos                      |                             |
| --------------------------- | --------------------------- | ----------------------------- | --------------------------- | --------------------------- |
| 1.º                         | Tadej Pogačar               | UAE Team Emirates             | 51 pts                      |                             |
| 2.º                         | Lilian Calmejane            | Intermarché-Wanty             | 32 pts                      |                             |
| 3.º                         | Daniel Felipe Martínez      | Bora-Hansgrohe                | 26 pts                      |                             |
| 4.º                         | Andrea Piccolo              | EF Education-EasyPost         | 18 pts                      |                             |
| 5.º                         | Geraint Thomas              | Ineos Grenadiers              | 16 pts                      |                             |
| 6.º                         | Amanuel Ghebreigzabhier     | Lidl-Trek                     | 11 pts                      |                             |
| 7.º                         | Filippo Fiorelli            | VF Group-Bardiani CSF-Faizanè | 10 pts                      |                             |
| 8.º                         | Simon Geschke               | Cofidis                       | 9 pts                       |                             |
| 9.º                         | Lorenzo Fortunato           | Astana Qazaqstan Team         | 9 pts                       |                             |
| 10.º                        | Giulio Pellizzari           | VF Group-Bardiani CSF-Faizanè | 8 pts                       |                             |

### Clasificación de los jóvenes(Maglia Bianca)
| Clasificación del mejor joven | Clasificación del mejor joven | Clasificación del mejor joven | Clasificación del mejor joven | Clasificación del mejor joven |
| Ciclista                      | Ciclista                      | Equipo                        | Tiempo                        |                               |
| ----------------------------- | ----------------------------- | ----------------------------- | ----------------------------- | ----------------------------- |
| 1.º                           | Cian Uijtdebroeks             | Team Visma \| Lease a Bike    | 23 h 21 min 47 s              |                               |
| 2.º                           | Alex Baudin                   | Decathlon-AG2R La Mondiale    | + 45 s                        |                               |
| 3.º                           | Mauri Vansevenant             | Soudal Quick-Step             | + 49 s                        |                               |
| 4.º                           | Lucas Plapp                   | Team Jayco AlUla              | + 1 min 02 s                  |                               |
| 5.º                           | Filippo Zana                  | Team Jayco AlUla              | + 1 min 12 s                  |                               |
| 6.º                           | Georg Steinhauser             | EF Education-EasyPost         | + 1 min 54 s                  |                               |
| 7.º                           | Antonio Tiberi                | Bahrain Victorious            | + 1 min 55 s                  |                               |
| 8.º                           | Davide Piganzoli              | Team Polti Kometa             | + 2 min 11 s                  |                               |
| 9.º                           | Thymen Arensman               | Ineos Grenadiers              | + 3 min 14 s                  |                               |
| 10.º                          | Giovanni Aleotti              | Bora-Hansgrohe                | + 6 min 29 s                  |                               |

### Clasificación por equipos"Súper team"
| Clasificación por equipos | Clasificación por equipos     | Clasificación por equipos | Clasificación por equipos |
| Equipo                    | Equipo                        | Tiempo                    |                           |
| ------------------------- | ----------------------------- | ------------------------- | ------------------------- |
| 1.º                       | Ineos Grenadiers              | 70 h 07 min 38 s          |                           |
| 2.º                       | Astana Qazaqstan Team         | + 14 s                    |                           |
| 3.º                       | Decathlon-AG2R La Mondiale    | + 1 min 04 s              |                           |
| 4.º                       | EF Education-EasyPost         | + 4 min 44 s              |                           |
| 5.º                       | VF Group-Bardiani CSF-Faizané | + 4 min 49 s              |                           |
| 6.º                       | Team Jayco AlUla              | + 5 min 14 s              |                           |
| 7.º                       | Soudal Quick-Step             | + 5 min 16 s              |                           |
| 8.º                       | Movistar Team                 | + 11 min 03 s             |                           |
| 9.º                       | Bora-Hansgrohe                | + 15 min 01 s             |                           |
| 10.º                      | UAE Team Emirates             | + 17 min 55 s             |                           |

## Abandonos
- Florian Lipowitz (Bora-Hansgrohe) no tomó la salida debido a una enfermedad.[2]

- Michael Woods (Israel-Premier Tech) no tomó la salida.[3]

- Riley Pickrell (Israel-Premier Tech) no tomó la salida.[3]

- Nadav Raisberg (Israel-Premier Tech) no tomó la salida.[3]